# 고트인
고트인(고트어: 𐌲𐌿𐍄𐌸𐌹𐌿𐌳𐌰, Gut-þiuda; 라틴어: Gothi)은 스칸디나비아반도에서 기원한 동게르만족의 일파로, 서로마 제국의 붕괴와 뒤따른 중세 시대의 도래를 촉발시키는 데 큰 역할을 한 민족이다. 최초의 거주지가 동부 스웨덴 지역이었던 이들은 1세기경에 남하하여 발트 해안과 비스와강 유역으로 옮겨 왔고, 스칸디나비아에 남은 일파는 기트족으로 불렸다.
서기 3세기부터 그리스-로마 작가들에 의해 다뉴브강 북쪽에 사는 것으로 처음 기록되었으며, 고고학자들은 이 일대에서 당대에 번성한 체르냐호프 문화를 발견하였다. 4세기 후반 고트족은 동쪽에서 유입된 알란족과 훈족의 이동으로 압력을 겪었고, 이후 고트족은 슬라브족과 바스타르네인들의 뒤를 따라서 다뉴브강 하류의 로마 제국의 변경(邊境)에까지 다다라 끝내 로마 제국 영토의 일부를 점령하였다. 이는 폭력적인 충돌로 이어졌고 고트족의 군대는 378년 아드리아노폴리스 전투에서 로마군에게 파괴적인 패배를 안겼다. 이후 로마는 어느 정도 통제권을 되찾았으나 이미 고트족을 비롯한 다양한 동방 민족들이 제국 안팎에 정착한 뒤였다. 테오도시우스는 로마제국 내에 땅을 고트인에게 주고 제국 내에 이들의 지배를 보장했다. 그 조건은 로마의 명령에 응하여 출병한다는 것이었다. 그러나 고트인들은 약해진 로마에 복종할 생각이 별로 없었다.
훈족의 맹공으로 고트족은 크게 두 집단으로 나뉘었는데 하나는 로마 영토 내에 주로 살던 서고트족이고 하나는 훈족의 신민이 된 동고트족이다. 알라리크 1세가 이끈 서고트족은 410년 로마를 함락시킨 이후 418년 이베리아 반도의 톨레도에 서고트 왕국을 세웠다. 한편 동고트족은 5세기에 훈족으로부터 독립하여 테오도리쿠스의 지도 하에 이탈리아 라벤나에 동고트 왕국을 세웠다. 동고트 왕국은 6세기 동로마 제국에 의해 파괴되었고, 서고트 왕국은 8세기 초 우마이야 칼리프국에 정복되었다. 두 집단에 속하지 않는 고트족 잔당 중에는 크림반도에 정착한 크림 고트족이 있었는데 이후 약 1천 년 간 명맥을 유지했으나 끝내 사라졌다.

## 같이 보기
- 고트 전쟁
- 반달족